# Canottaggio ai Giochi della X Olimpiade - Singolo maschile
La competizione del singolo maschile dei Giochi della X Olimpiade si è svolta dal 9 al 13 agosto 1932 al Long Beach Marine Stadium, Long Beach.

## Risultati

### Batterie
Su disputarono il 9 agosto. Il vincitore di ciascuna batteria in finale, i restanti al recupero.
| Pos. | Atleta         | Nazione     | Tempo  |
| ---- | -------------- | ----------- | ------ |
| 1    | Henry Pearce   | Australia   | 7'27'0 |
| 2    | William Miller | Stati Uniti | 7'29'0 |

| Pos. | Atleta            | Nazione       | Tempo  |
| ---- | ----------------- | ------------- | ------ |
| 1    | Dick Southwood    | Gran Bretagna | 7'42"6 |
| 2    | Guillermo Douglas | Uruguay       | 7'45"0 |
| 3    | Joe Wright Jr     | Canada        | 8'30"6 |

### Recupero
Si disputò l'11 agosto. I primi due in finale
| Pos. | Atleta            | Nazione     | Tempo  |
| ---- | ----------------- | ----------- | ------ |
| 1    | William Miller    | Stati Uniti | 8'05"8 |
| 2    | Guillermo Douglas | Uruguay     | 8'20"2 |
| 3    | Joe Wright Jr     | Canada      | 8'37"8 |

### Finale
Si disputò il 13 agosto.
| Pos.    | Atleta            | Nazione       | Tempo  |
| ------- | ----------------- | ------------- | ------ |
| Oro     | Henry Pearce      | Australia     | 7'44"4 |
| Argento | William Miller    | Stati Uniti   | 7'45"2 |
| Bronzo  | Guillermo Douglas | Uruguay       | 8'13"6 |
| 4       | Dick Southwood    | Gran Bretagna | 8'33"6 |